# Turnera hermannioides
Turnera hermannioides är en passionsblomsväxtart som beskrevs av Jacques Cambessèdes. Turnera hermannioides ingår i släktet Turnera och familjen passionsblomsväxter. Inga underarter finns listade i Catalogue of Life.